# Kuwait Investment Authority Headquarters
Le Kuwait Investment Authority Headquarters est un gratte-ciel de 220 mètres en construction à Koweït City au Koweït. Son achèvement est prévu pour 2018.